# Ma Mingxin
Ma Mingxin (马明心,  Ma Ming-hsin; * 1719 in Wudu, Gansu; † 1781 in Lanzhou (hingerichtet), Gansu) war der hui-chinesische Gründer des Jahriyya-Menhuan, einer der vier großen Menhuan (Sufischulen) Chinas, ein hauptsächlich in Ningxia, Gansu und Yunnan verbreiteter Naqschbandi-Tariqa (Sufi-Orden) des Islam. Die Schule verbreitete sich ursprünglich im 16. Jahrhundert über Zentralasien in den Gebieten von Yarkant (Shache) und Kaschgar (Kashi) in Xinjiang und wurde 1744 von Ma Mingxin in Gansu, Ningxia und Qinghai eingeführt.
Ma hatte in Mekka und Jemen unter einem Naqschbandi-Sufi-Lehrer namens 'Abd al-Chāliq (chinesischen Muslims als "Abu Duha Halik" bekannt) studiert, dem Sohn von az-Zayn b. Muhammad 'Abd al-Baqī al-Mizjaji (1643/44–1725), der aus Mizjaja bei Zabīd im Jemen stammte. Az-Zayn wiederum hatte in Medina unter dem berühmten kurdischen Mystiker Ibrahīm ibn Hasan al-Kūrānī (1616–1690) studiert, der für die vokale Anrufung (statt der schweigenden) dhikr bekannt war.
Seine Schule war insbesondere im späten 18. und im 19. Jahrhundert in der Provinz Gansu (auch Qinghai und Ningxia) aktiv, wo ihre Anhänger in einer Anzahl von Konflikten mit anderen muslimischen Gruppen standen und sie in mehrere Rebellionen gegen die in China herrschende Qing-Dynastie verwickelt war.

### Nachschlagewerke
- Cihai („Meer der Wörter“), Shanghai cishu chubanshe, Shanghai 2002, ISBN 7-5326-0839-5